# Estação La Chapelle
La Chapelle é uma estação da linha 2 do Metrô de Paris, localizada na fronteira do 10.º e do 18.º arrondissements de Paris.

## Localização
A estação está situada acima do boulevard de la Chapelle, no cruzamento com a rue du Faubourg-Saint-Denis e a rua Marx-Dormoy.

## História
A estação foi aberta em 31 de janeiro de 1903.

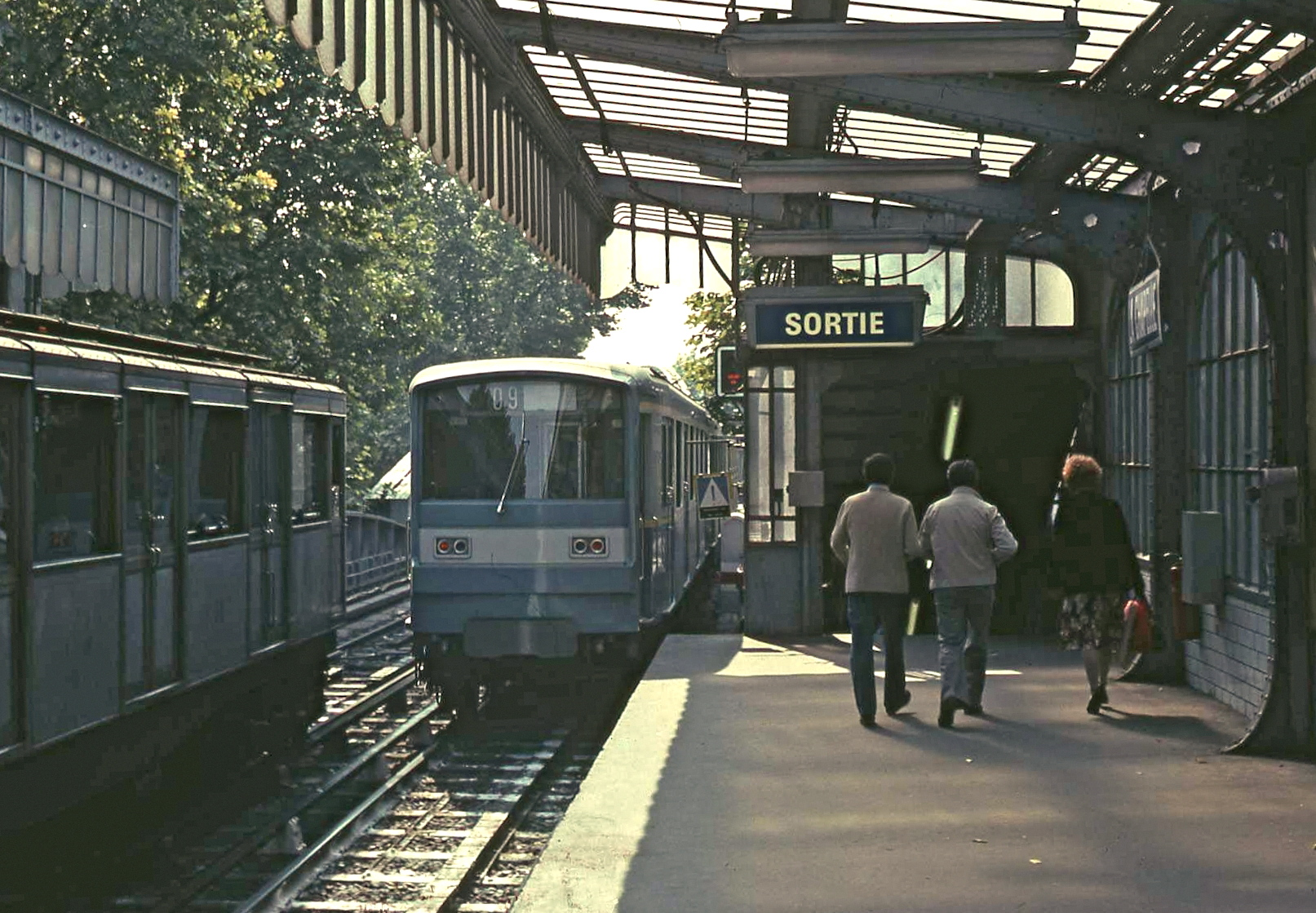
Um trem MF 67 saindo da estação em 1979.

A vila de La Chapelle (também chamada La Chapelle Saint Denis, dado ao seu pertencimento à abadia de Saint Denis) se situava entre as vilas de Montmartre e Belleville. Deve o seu nome a uma capela dedicada a Santa Genoveva. Foi anexada a Paris em 1860. A estação foi construída ao sul da antiga comuna no local da barreira de La Chapelle.
Desde 1993, um longo corredor de correspondência a conecta à parte subterrânea da Gare du Nord.
Em 2011, 6 903 632 passageiros entraram nesta estação. Ela viu entrar 6 503 089 passageiros em 2013, o que a coloca na 49ª posição das estações de metrô por sua frequência.
Durante o verão de 2012, a estação fechou dois meses e meio para depositar e substituir as vidrarias originais, que protegem os passageiros das intempéries.
No final de 2017, o acesso à estação sendo notoriamente congestionado, a RATP aceitou em lançar estudos preliminares para criar um terceiro acesso.

## Serviços aos passageiros

### Acessos
A estação tem dois acessos na extremidade oeste da estação, situadas no terrapleno central do boulevard de la Chapelle, em ambos os lados do viaduto do metrô.

### Plataformas
As plataformas da estação, elevadas, implantadas em um viaduto, são de configuração padrão com duas plataformas laterais separadas pelas vias do metrô. Elas são equipadas com toldos, como todas as estações elevadas da linha. A iluminação é realizada graças a duas rampas luminosas únicas que recebem luzes de néon. Os pés-direitos são recobertos de vitrais transparentes, que são uma proteção contra a poluição sonora. A estação é recoberta com telhas em cerâmica brancas e planas. As plataformas, desprovidas de publicidade, são equipadas de assentos do estilo "Motte" azuis e o nome da estação é inscrito na fonte Parisine em placas esmaltadas.

### Intermodalidade
A estação é servida pelas linhas 35, 48, 65, 302 e 350 da rede de ônibus da RATP e, à noite, pela linha N43 do Noctilien.

## Pontos turísticos
O Théâtre des Bouffes-du-Nord, situado no Boulevard de la Chapelle, está de frente para a estação.

## Projetos
Em um estudo realizado pela Atelier parisien d'urbanisme em maio de 2012, uma hipótese evoca a possibilidade de extensão das vias do tramway da linha T8, ao sudoeste da estação Rosa-Parks, até a Gare de l'Est, passando pelas vias presentes ao lado da linha E do RER. Ela se faria no âmbito de redesenvolvimento da área ampla Paris nord-est. Ela seguiria o ZAC Pajol, serviria a estação de metrô La Chapelle da linha 2 para terminar assim na Gare de l'Est.

Galeria de fotografias
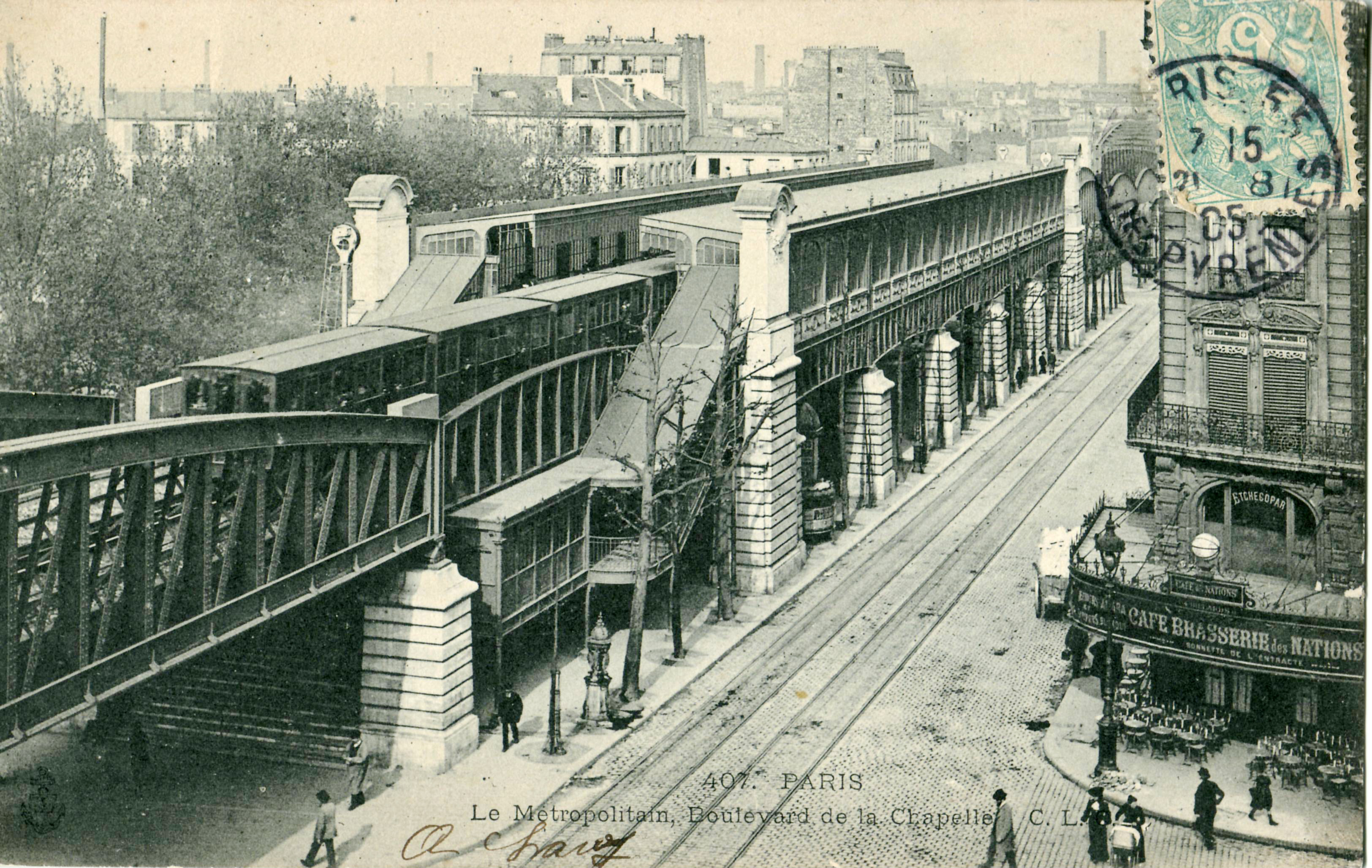
O boulevard de la Chapelle, a estação de metrô e os trilhos do bonde que a serviram por volta de 1905.
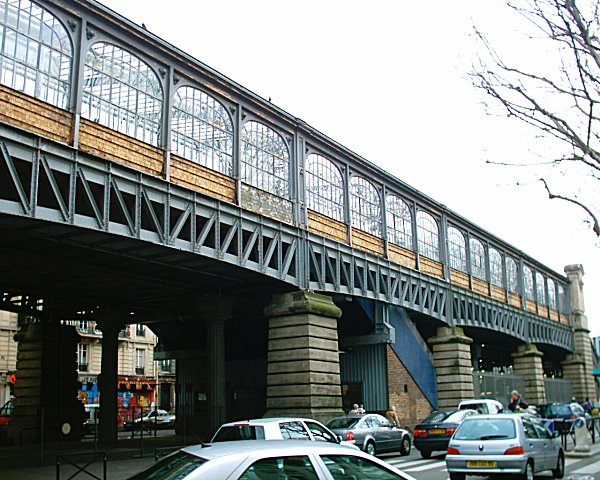
Vista exterior em 2005.
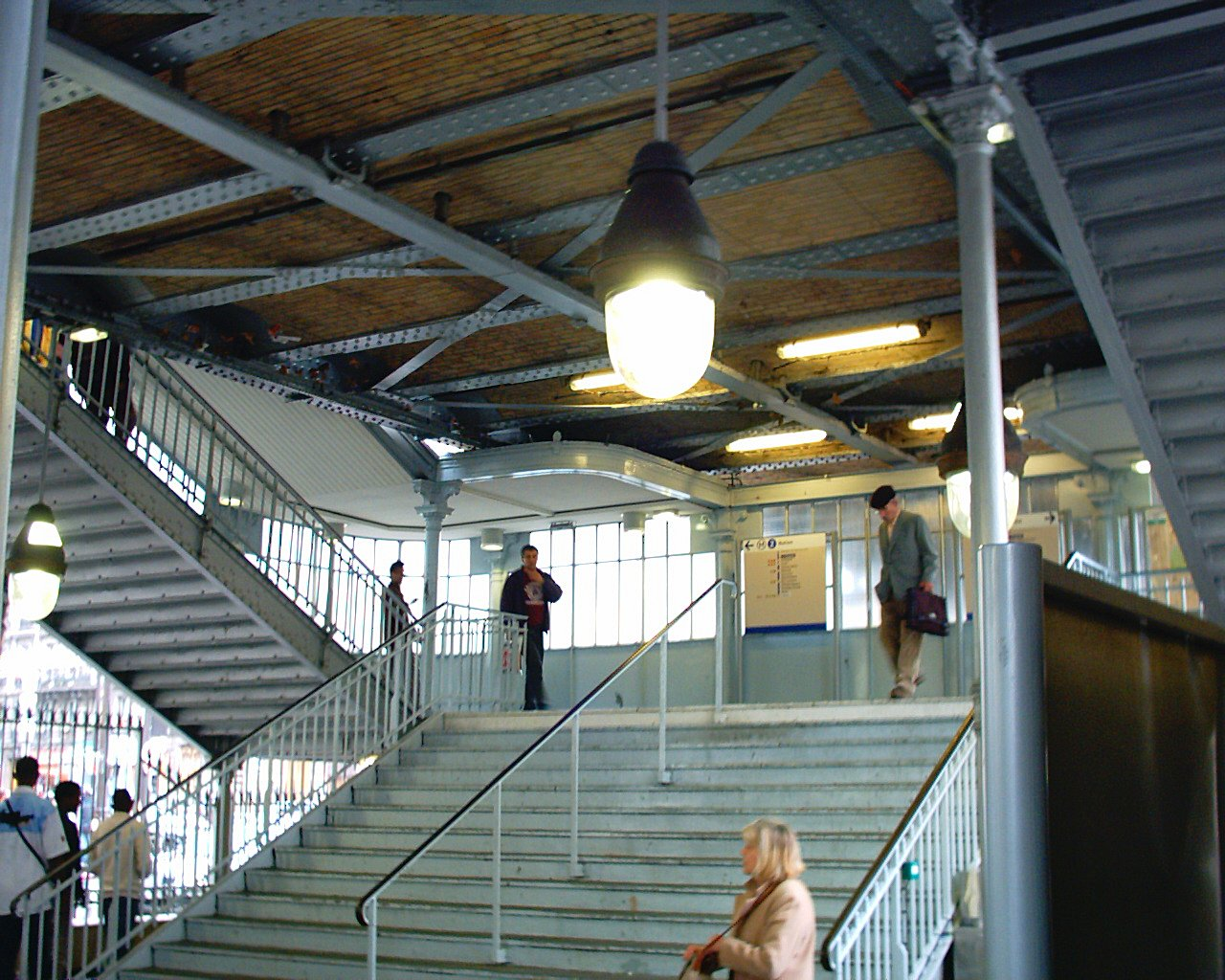
Acesso, em 2005.
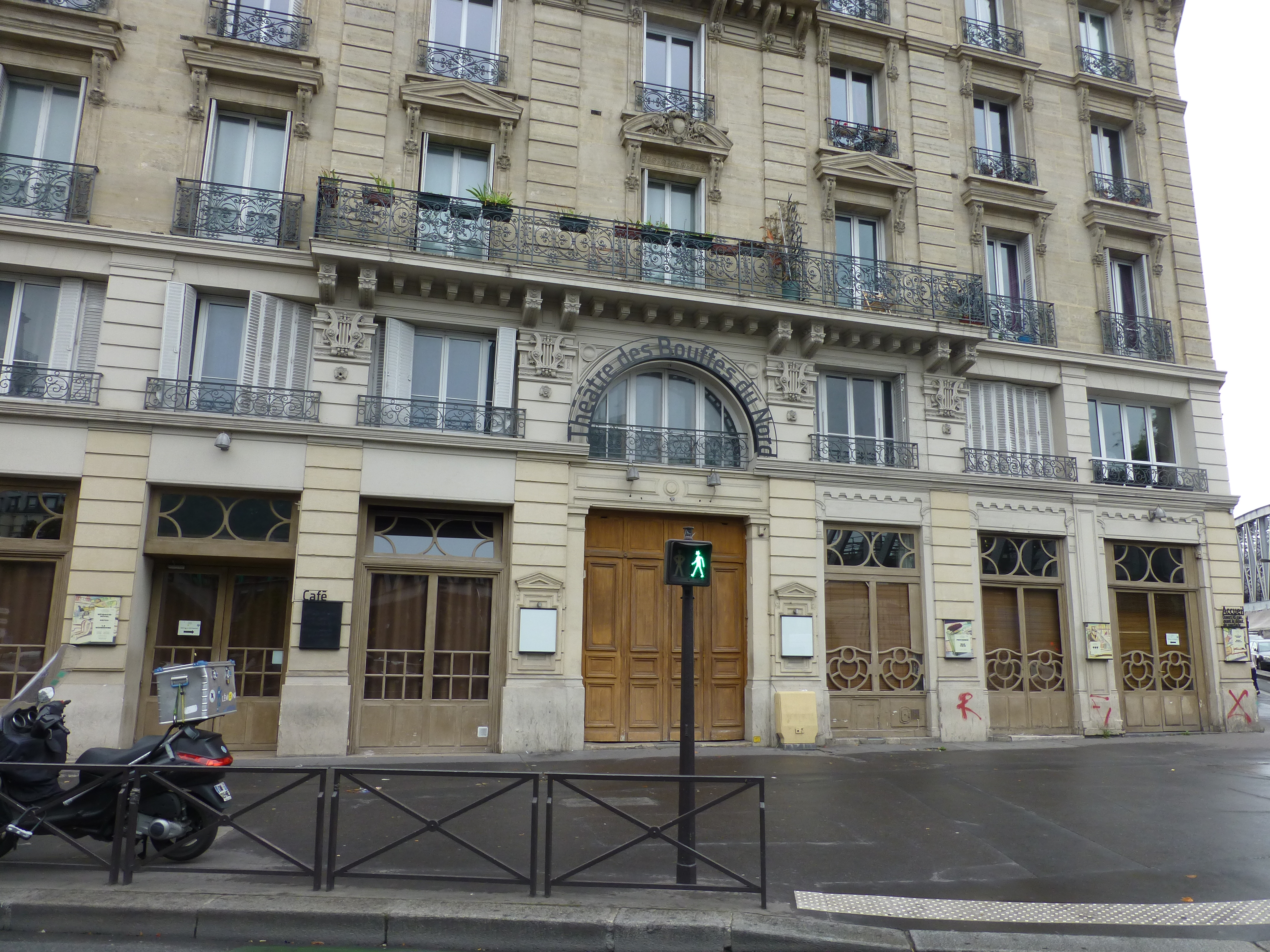
Théâtre des Bouffes-du-Nord.